# Erick Dampier
Erick Travez Dampier (Jackson, 14 luglio 1975) è un ex cestista statunitense, professionista nella NBA.

## Carriera
È stato selezionato dagli Indiana Pacers al primo giro del Draft NBA 1996 (10ª scelta assoluta).

## Statistiche

### College
| Anno      | Squadra      | PG | PT | MP   | TC%  | 3P% | TL%  | RP  | AP  | PRP | SP  | PP   |
| --------- | ------------ | -- | -- | ---- | ---- | --- | ---- | --- | --- | --- | --- | ---- |
| 1993-1994 | MSU Bulldogs | 29 | 25 | 23,4 | 58,8 | -   | 49,1 | 8,7 | 0,8 | 0,6 | 2,2 | 11,9 |
| 1994-1995 | MSU Bulldogs | 30 | 30 | 28,4 | 64,0 | -   | 59,6 | 9,7 | 0,9 | 0,8 | 2,6 | 13,1 |
| 1995-1996 | MSU Bulldogs | 34 | 34 | 32,7 | 55,1 | -   | 61,2 | 9,3 | 2,3 | 0,5 | 3,1 | 14,5 |
| Carriera  | Carriera     | 93 | 89 | 28,4 | 58,7 | -   | 56,6 | 9,2 | 1,4 | 0,6 | 2,7 | 13,2 |

### NBA

#### Regular Season
| Anno      | Squadra          | PG  | PT  | MP   | TC%  | 3P%  | TL%  | RP   | AP  | PRP | SP  | PP   |
| --------- | ---------------- | --- | --- | ---- | ---- | ---- | ---- | ---- | --- | --- | --- | ---- |
| 1996-1997 | Indiana Pacers   | 72  | 21  | 14,6 | 39,0 | 100  | 63,7 | 4,1  | 0,6 | 0,3 | 1,0 | 5,1  |
| 1997-1998 | G.S. Warriors    | 82  | 82  | 32,4 | 44,5 | 0,0  | 66,9 | 8,7  | 1,1 | 0,5 | 1,7 | 11,8 |
| 1998-1999 | G.S. Warriors    | 50  | 50  | 28,3 | 38,9 | -    | 58,8 | 7,6  | 1,1 | 0,5 | 1,2 | 8,8  |
| 1999-2000 | G.S. Warriors    | 21  | 12  | 23,6 | 40,5 | -    | 52,9 | 6,4  | 0,9 | 0,4 | 0,7 | 8,0  |
| 2000-2001 | G.S. Warriors    | 43  | 26  | 24,1 | 40,1 | 0,0  | 53,2 | 5,8  | 1,4 | 0,4 | 1,3 | 7,4  |
| 2001-2002 | G.S. Warriors    | 73  | 46  | 23,8 | 43,5 | -    | 64,5 | 5,3  | 1,2 | 0,2 | 2,3 | 7,6  |
| 2002-2003 | G.S. Warriors    | 82  | 82  | 24,1 | 49,6 | 0,0  | 69,8 | 6,6  | 0,7 | 0,3 | 1,9 | 8,2  |
| 2003-2004 | G.S. Warriors    | 74  | 74  | 32,5 | 53,5 | 0,0  | 65,4 | 12,0 | 0,8 | 0,4 | 1,9 | 12,3 |
| 2004-2005 | Dallas Mavericks | 59  | 56  | 27,3 | 55,0 | 0,0  | 60,5 | 8,5  | 0,9 | 0,3 | 1,4 | 9,2  |
| 2005-2006 | Dallas Mavericks | 82  | 36  | 23,6 | 49,3 | -    | 59,1 | 7,8  | 0,6 | 0,3 | 1,3 | 5,7  |
| 2006-2007 | Dallas Mavericks | 76  | 73  | 25,2 | 62,6 | -    | 62,3 | 7,4  | 0,6 | 0,3 | 1,1 | 7,1  |
| 2007-2008 | Dallas Mavericks | 72  | 64  | 24,4 | 64,3 | -    | 57,5 | 7,5  | 0,9 | 0,3 | 1,5 | 6,1  |
| 2008-2009 | Dallas Mavericks | 80  | 80  | 23,0 | 65,0 | -    | 63,8 | 7,1  | 1,0 | 0,3 | 1,2 | 5,7  |
| 2009-2010 | Dallas Mavericks | 55  | 47  | 23,3 | 62,4 | 33,3 | 60,4 | 7,3  | 0,6 | 0,3 | 1,4 | 6,0  |
| 2010-2011 | Miami Heat       | 51  | 22  | 16,0 | 58,4 | 0,0  | 54,5 | 3,5  | 0,4 | 0,3 | 0,9 | 2,5  |
| 2011-2012 | Atlanta Hawks    | 15  | 0   | 5,5  | 12,5 | -    | -    | 1,7  | 0,3 | 0,1 | 0,3 | 0,1  |
| Carriera  | Carriera         | 987 | 771 | 24,3 | 49,8 | 12,5 | 62,6 | 7,1  | 0,8 | 0,3 | 1,4 | 7,4  |

#### Playoffs
| Anno     | Squadra          | PG | PT | MP   | TC%  | 3P% | TL%  | RP  | AP  | PRP | SP  | PP  |
| -------- | ---------------- | -- | -- | ---- | ---- | --- | ---- | --- | --- | --- | --- | --- |
| 2005     | Dallas Mavericks | 13 | 13 | 23,7 | 59,7 | 0,0 | 39,3 | 7,5 | 0,5 | 0,5 | 1,4 | 7,0 |
| 2006     | Dallas Mavericks | 19 | 2  | 23,9 | 54,0 | 0,0 | 61,4 | 6,7 | 0,3 | 0,6 | 1,3 | 5,0 |
| 2007     | Dallas Mavericks | 5  | 2  | 7,6  | 66,7 | -   | 50,0 | 3,4 | 0,2 | 0,0 | 0,0 | 1,0 |
| 2008     | Dallas Mavericks | 5  | 5  | 19,0 | 41,2 | -   | 40,0 | 4,2 | 0,0 | 0,2 | 0,6 | 3,6 |
| 2009     | Dallas Mavericks | 10 | 10 | 25,5 | 61,1 | -   | 61,9 | 6,1 | 0,7 | 0,4 | 0,9 | 5,7 |
| 2010     | Dallas Mavericks | 5  | 4  | 23,6 | 0,0  | -   | 41,7 | 6,6 | 0,6 | 0,2 | 1,0 | 1,0 |
| 2012     | Atlanta Hawks    | 4  | 0  | 13,8 | 53,8 | -   | 66,7 | 3,5 | 0,0 | 0,0 | 0,3 | 4,0 |
| Carriera | Carriera         | 61 | 36 | 21,7 | 54,1 | 0,0 | 52,5 | 6,1 | 0,4 | 0,4 | 1,0 | 4,7 |

## Palmarès
- 1 volta maggior numero di rimbalzi offensivi in stagione NBA
- Quarantasettesimo miglior stoppatore di sempre NBA